# Die Alhambra

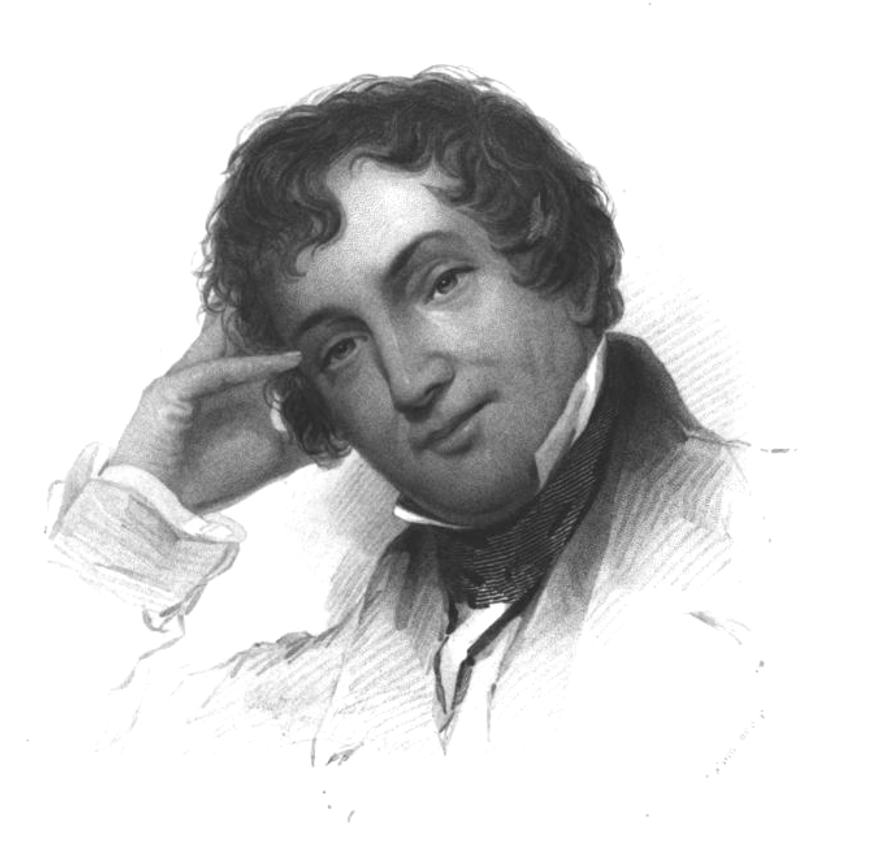
Washington Irving

Die Alhambra (meistverbreiteter englischer Titel: Tales of the Alhambra), in anderen deutschen Ausgaben auch unter den Titeln Erzählungen von der Alhambra, Geschichten von der Alhambra oder Sagen aus der Alhambra erschienen, ist eine Sammlung von Kurzprosastücken, die der US-amerikanische Schriftsteller Washington Irving 1829 verfasste. 

## Inhalt

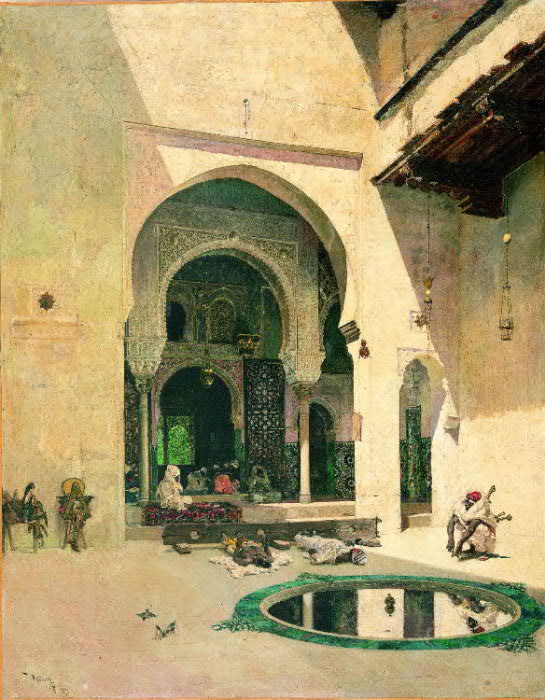
Die Alhambra, Gemälde von Marià Fortuny (1875)

Die Erzählsammlung ist eingebettet in eine Rahmenhandlung, in der der Autor seine Reise durch Spanien nach Andalusien beschreibt und eine allgemeine Schilderung von Land und Leuten gibt. Der Hauptteil des Buches besteht aus (je nach Ausgabe) rund dreißig Erzählungen rund um die Alhambra, die Stadtburg der letzten maurischen Herrscher in Al-Andalus. Die Erzählungen spielen zum kleineren Teil noch zur Zeit der Nasridenherrscher, zum größeren Teil aber in nach-maurischer Zeit, in der die Alhambra als Besitz der spanischen Könige von christlichen Statthaltern verwaltet wurde und zunehmend dem Verfall preisgegeben war.

## Entstehungs- und Wirkungsgeschichte

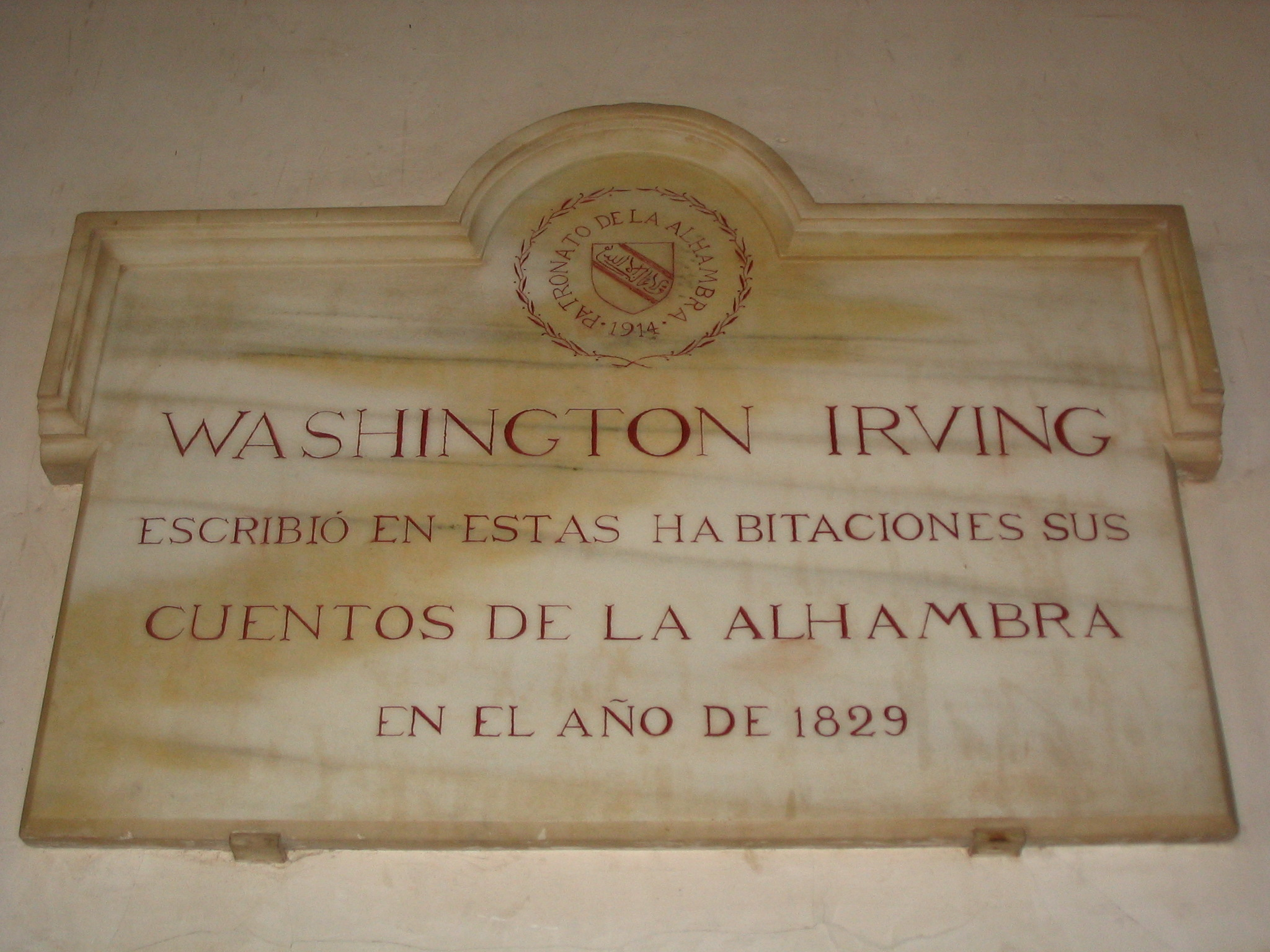
Erinnerungsplakette an Irvings Aufenthalt in der Alhambra

Auf einer ausgedehnten Europareise gelangte Washington Irving 1826 nach Spanien. Als Ergebnis ausgiebiger Quellenforschung sowohl der spanischen Geschichte als auch der arabischen Kultur veröffentlichte Irving 1828 eine Biographie Christoph Kolumbus’ und ein Jahr später die fingierte Chronik der Eroberung von Granada. Im Jahr 1829 reiste er dann nach Granada, wo er vier Monate lang in der Alhambra lebte und die Erzählungen der Sammlung niederschrieb. Sein Aufenthalt endete, als er als Sekretär der US-amerikanischen Botschaft nach London berufen wurde, eine Stellung, die Irving bis 1832 innehatte.
Die erste Ausgabe wurde 1832 in Philadelphia von Lea & Carey unter dem Titel The Alhambra: A Series of Tales of the Moors and Spaniards, by the Author of The Sketch Book verlegt. Henry Colburn und Richard Bentley veröffentlichten das Buch zeitgleich in London unter dem Titel The Alhambra. Die britische Ausgabe enthielt auch eine Widmung an David Wilkie, R. A., Irvings Mitreisenden in Spanien. Ebenfalls im Jahr 1832 erschien auch die deutsche Erstausgabe in der Übersetzung von Christian August Fischer. 1851 gab Washington Irving eine revidierte Version des Werkes heraus. Das Werk wurde in eine Vielzahl von Sprachen übersetzt. 
Das Werk stellt sich durch den Untertitel als spanische Variante des 1819/20 erschienenen Skizzenbuches dar. Die Erzählsammlung gilt als eines der geschlossensten literarischen Werke Irvings. Sie war mitverantwortlich für das im 19. Jahrhundert wiedererwachende Interesse an der Alhambra und der künstlerischen Rezeption des Bauwerks in der Romantik, die wiederum zur Konsolidierung und Restaurierung der Burg führte.